# Pichonia daenikeri
Pichonia daenikeri är en tvåhjärtbladig växtart som först beskrevs av André Aubréville, och fick sitt nu gällande namn av Swenson, Bartish och Jérôme Munzinger. Pichonia daenikeri ingår i släktet Pichonia och familjen Sapotaceae.
Artens utbredningsområde är Nya Kaledonien. Inga underarter finns listade i Catalogue of Life.